# Julienne de Hesse-Philippsthal
Julienne de Hesse-Philippsthal (8 juin 1761 – 9 novembre 1799), est une comtesse de Schaumbourg-Lippe, et épousa en 1780, Philippe II de Schaumbourg-Lippe. Elle a servi comme régente de Schaumbourg-Lippe, pendant la minorité de son fils de 1787 à 1799.

## Biographie
Julienne est la fille du landgrave Guillaume de Hesse-Philippsthal (1726-1810) et son épouse Ulrique de Hesse-Philippsthal-Barchfeld (1732-1795). Elle a passé une partie de sa jeunesse, à Bois-le-Duc, où son père a servi comme général hollandais. Elle a reçu une éducation en allemand.
Le 10 octobre 1780, la princesse de 19 ans a épousé à Philippsthal le comte Philippe II de Schaumbourg-Lippe. Il était âgé de 57 ans à l'époque et déjà veuf, et est décédé après seulement sept ans de mariage. La comtesse Julienne a pris le gouvernement, de concert avec le comte Johann Ludwig von Wallmoden-Gimborn tant que régente pour son fils mineur Georges-Guillaume de Schaumbourg-Lippe. Immédiatement après, le landgrave Guillaume IX de Hesse a occupé Schaumbourg-Lippe, en disant qu'il était un fief de la Hesse, devenu vacant après la mort de Philippe II. Avec le soutien de Hanovre, la Prusse et le Conseil Impérial, le comtesse Julienne est parvenue à un retrait rapide des troupes de Hesse.
Le Gouvernement de Julienne est considéré comme extrêmement bénéfique. Elle a mené des réformes profondes de l'économie et de l'éducation, réduit la taille de la cour, poursuivant la politique de tolérance de son beau-père à l'égard des Juifs et a réussi à réduire les impôts. Elle a nommé Christoph Bernhard Faust comme son médecin personnel, et l'a aidé de façon significative avec l'introduction de l'inoculation de la variole.
Julienne a lancé une refonte du château de Hagenbourg et elle est considérée comme le fondateur de la station thermale de Bad Eilsen.
Elle est décédée après un froid sévère, et a été enterrée dans un mausolée à la forêt de Schaumbourg. Le comte von Wallmoden-Gimborn a continué à agir en tant que régent pour son fils.

## Descendance
- Éléonore Luise (1781-1783)
- Wilhelmine-Charlotte (1783-1858)
- Georges-Guillaume de Schaumbourg-Lippe (1784-1860)
- Caroline Louise (1786-1846)